# دن آیرلند
دن آیرلند (انگلیسی: Dan Ireland؛ ۱۱ مه ۱۹۴۹ – ۱۴ آوریل ۲۰۱۶) کارگردان فیلم، تهیه‌کننده فیلم، و هنرپیشه اهل کانادا بود.

## فیلم‌شناسی
- بهترین مثال
- جولین (فیلم)
- رنگین‌کمان (فیلم ۱۹۸۹)
- مردگان (فیلم ۱۹۸۷)